# Gewoon bronmos
Gewoon bronmos (Fontinalis antipyretica) is een soort uit het geslacht bronmos (Fontinalis). Het is een van de onderwater voorkomende bladmossen. Het mos groeit meestal in langzaam stromend, zeldzamer in stilstaand water. Het wordt meestal gevonden in schone beken en grotere meren en werd vroeger gebruikt als een medicinale plant (antipyretica = "tegen koorts"). Het wordt gebruikt voor decoratie en als zuurstofleverancier in aquaria en tuinvijvers. Het kan worden gevonden in water tot 18 meter diep.

## Determinatie
Gewoon bronsmos is een veranderlijke en diverse soort. Het heeft vertakte, hangende stengels die een driehoekige dwarsdoorsnede hebben en kunnen wel 60 cm lang zijn. De bladeren zijn vrij stijf en staan in drie overlappende rijen. Onder water vormt het donkergroene golvende gazons. De geribbelde hele bladeren zijn lancetvormig, scherp gekield en eenmaal gevouwen. Soms kan het ook wat getand zijn aan de bladpunt. De hoeken van de bladeren vertonen vergrote, prosenchymale cellen.
De sporofyt vormt ovale sporenkapsels waarvan de seta (steel) erg kort is. Elke sporenkapsel vormt een peristoom met twee rijen, waarvan de tanden rood gekleurd zijn.

## Variëteiten
Deze soort kent verschillende variëteiten:
- Fontinalis antipyretica var. antipyretica
- Fontinalis antipyretica var. gracilis is aanzienlijk kleiner. De stengels zijn kaal en stijf aan de basis.
- Fontinalis antipyretica var. gigantea is een sterk, goudbruin kleurig mos met zeer brede bladeren. Het komt voor in stilstaand water in Europa, Noord-Afrika en Noord-Amerika.

## Ecologie
Gewoon bronmos groeit dikwijls submers op steen, boomwortels of boomvoeten. Het komt voor in verscheidene typen stromende en stilstaande wateren, zoals beken, rivieren, kanalen en ook op de ondergrond in meren. Op stranden en oevers kunnen ook aangespoelde exemplaren worden gevonden. Qua trofiegraad heeft de soort een brede amplitude van eutroof tot meso-oligotroof water. Het gedijt het best op ietwat beschaduwde plekken en een maximale pH van ongeveer 8,4.

### Syntaxonomie
In de syntaxonomie staat gewoon bronmos te boek als kensoort voor de klasse van (spat)watergemeenschappen.

## Verspreiding
De soort is zeer wijdverspreid op het noordelijk halfrond. Het komt voor in Europa, Azië en delen van Afrika. In Nederland komt het vrij algemeen voor. Het staat niet op de rode lijst en is niet bedreigd.

## Fotogalerij

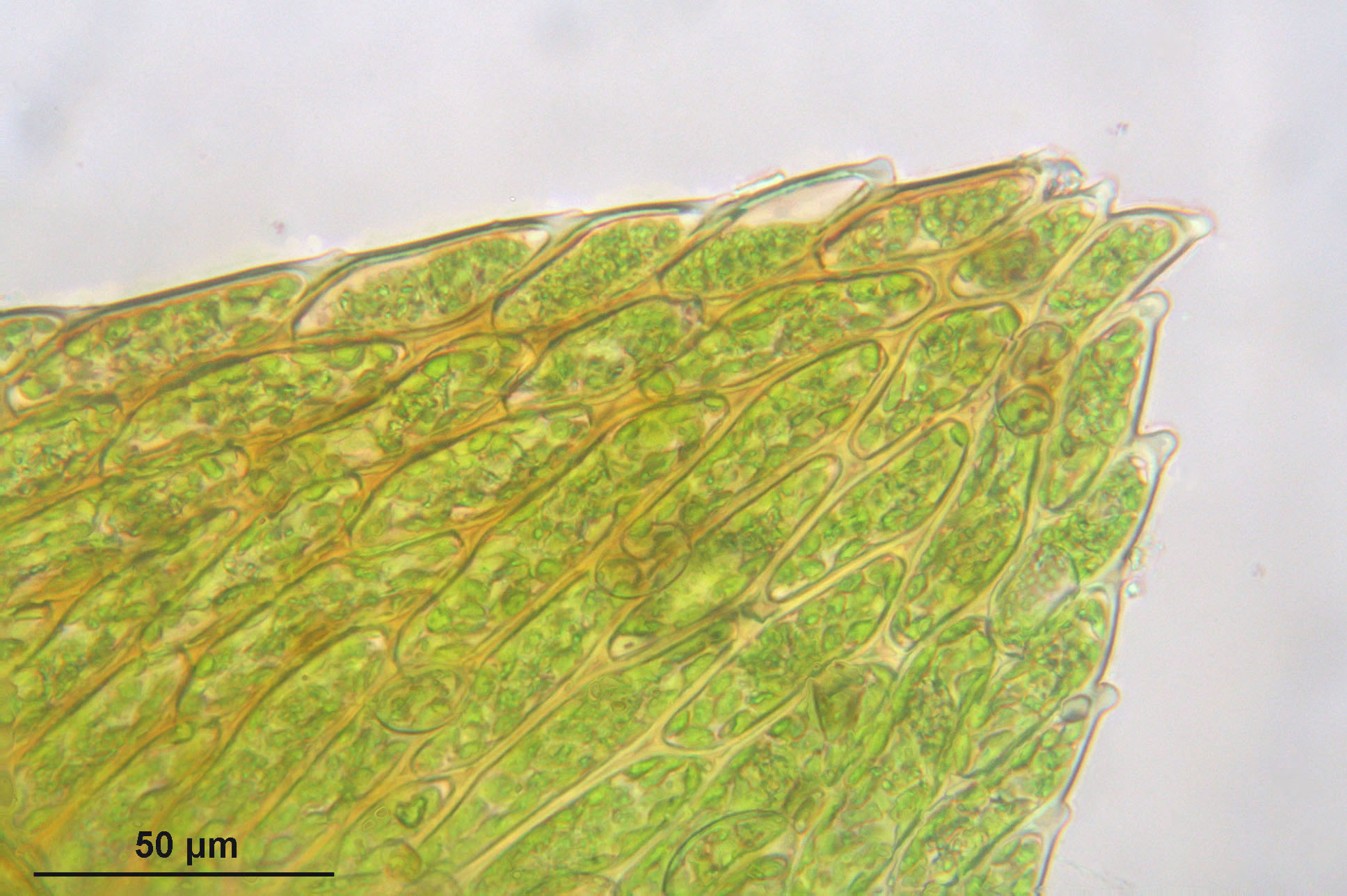
Bladcelen bladtop
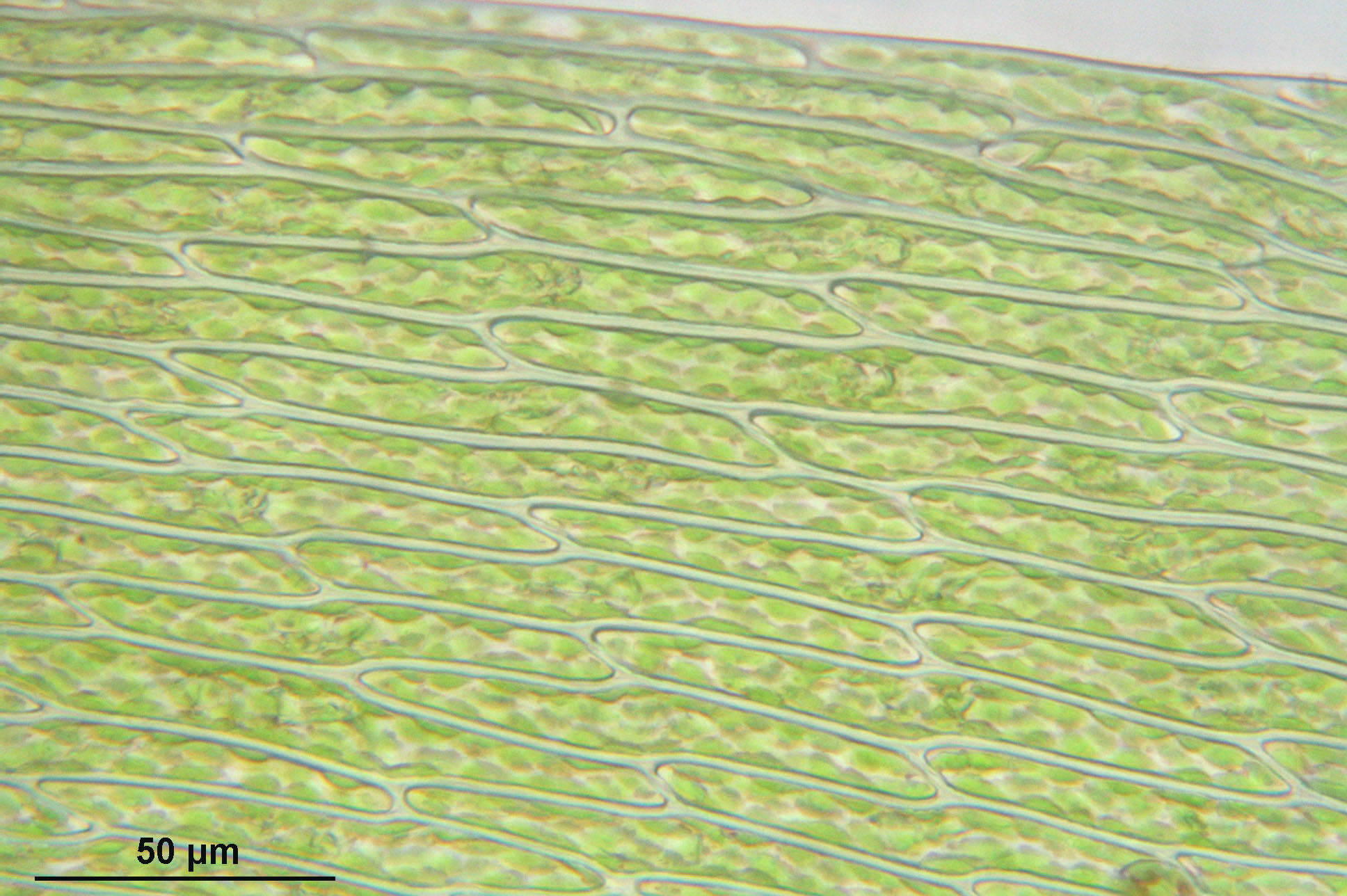
Bladcellen bladmidden
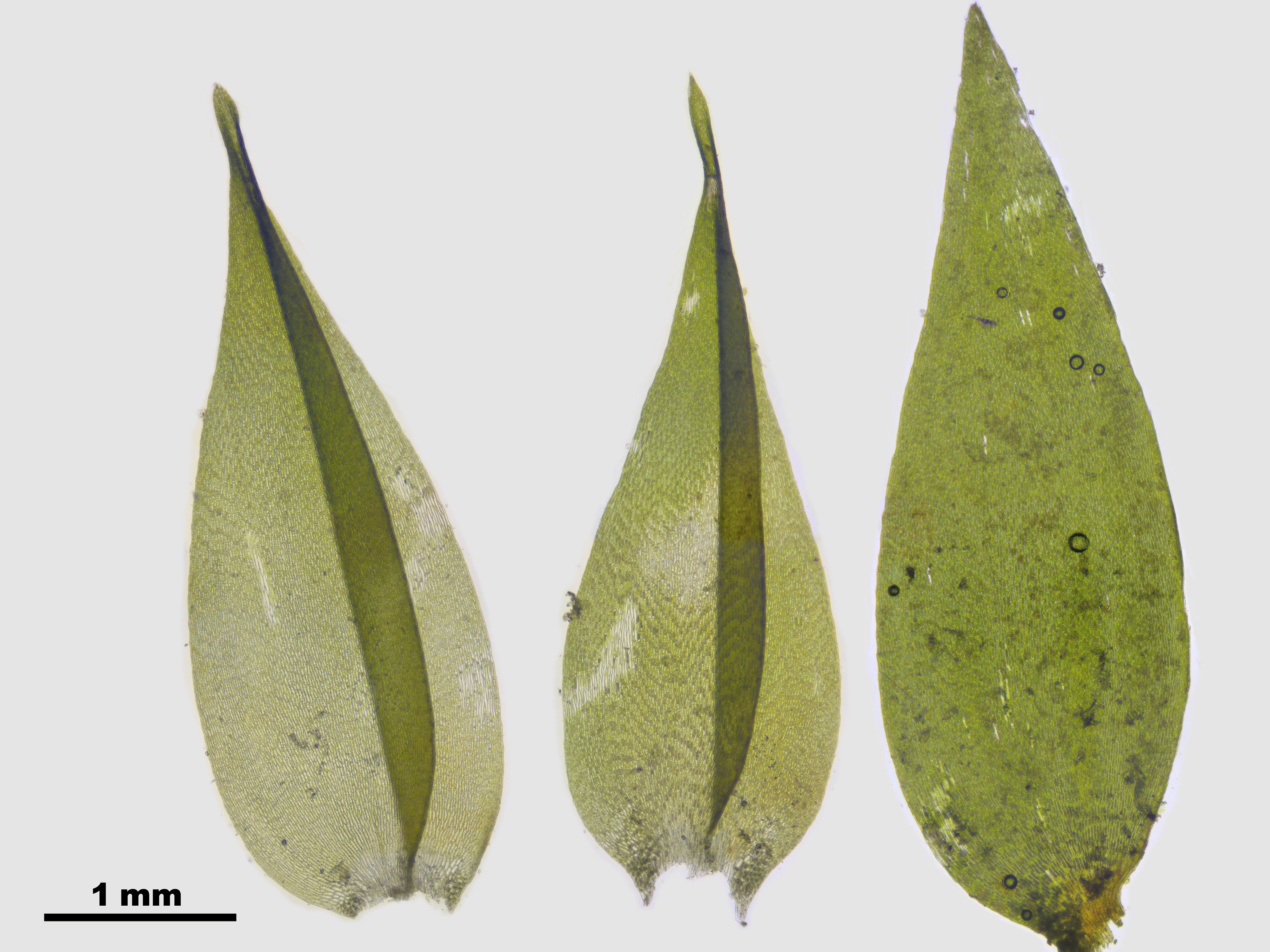
Bladeren
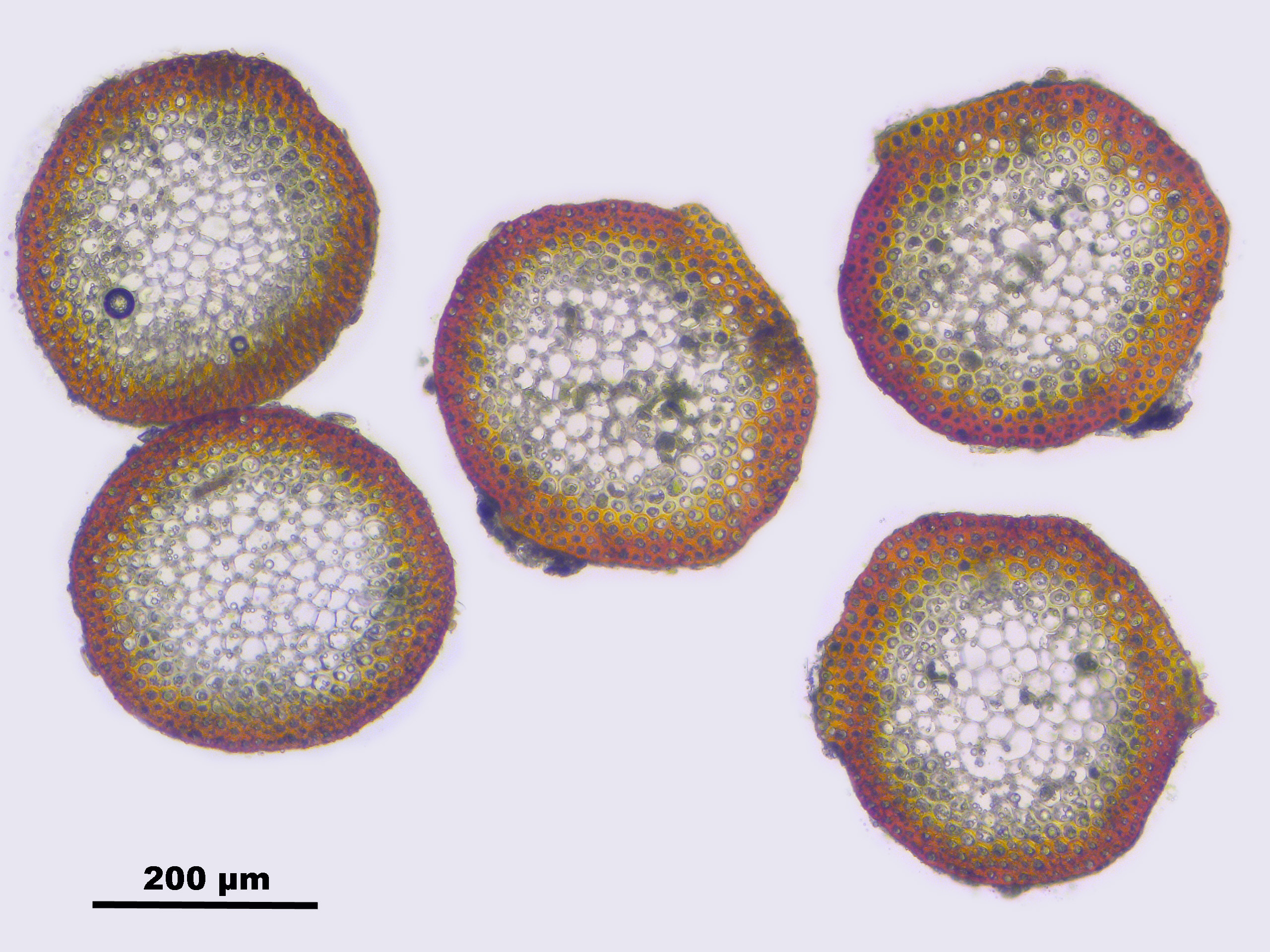
Stengeldoorsnedes
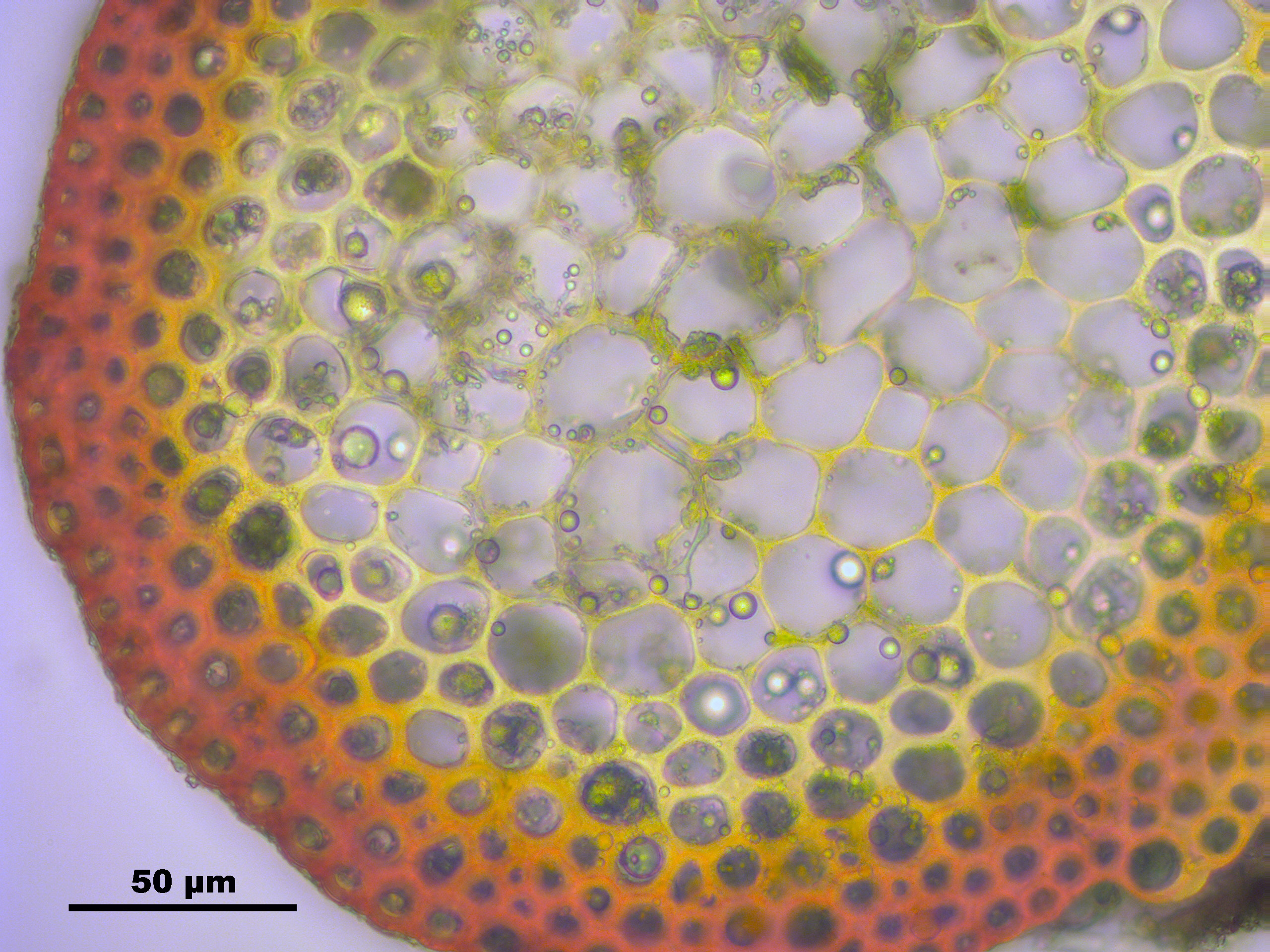
Stengeldoorsnede